# Лереми, Гифт
Мпхо Гифт Лереми (англ. Mpho Gift Leremi; 13 октября 1984, Соуэто, Трансвааль — 3 сентября 2007, Альбертон, Гаутенг) — южноафриканский футболист, который выступал на позиции полузащитника.

## Карьера
Лереми был опорным полузащитником, который начал свою карьеру в молодёжном клубе «Пимвиль Джайентс» в Соуэто, где он родился, и его обнаружил клуб «Орландо Пайретс» в 1999 году на местном футбольном турнире. После присоединения к «пиратам», директор молодёжного клуба из Йоханнесбурга, Аугусто Паласиос сразу признал талант игрока и взял его под свое крыло.
Лереми дебютировал за «Орландо» 10 августа 2002 года в матче против «Морока Свэллоуз». В том же дебютном сезоне Гифт помог клубу завоевать чемпионский титул.
Летом 2007 года Лереми перешёл в состав «Мамелоди Сандаунз», которые на тот момент являлись действующими чемпионами ЮАР.
Дебют за национальную сборную ЮАР состоялся в 2004 году. Был включён в состав сборной на Золотой кубок КОНКАКАФ 2005 в США. Всего Лереми провёл 4 матча за ЮАР.

## Смерть
3 сентября 2007 года Лереми был вовлечён дорожно-транспортное происшествие в Альбертоне, когда возвращался домой после матча Кубка Конфедерации КАФ в Камеруне против команды «Лез Астр». Он получил многочисленные травмы и в конце концов умер в результате этого несчастного случая.